# Kölpinsee (Uckermark)
Der Kölpinsee [kœlˈpiːnzeː] ist der zweitoberste See im Verlauf des Havelzuflusses Templiner Gewässer. Er befindet sich nördlich von Götschendorf auf dem Gebiet der Gemeinde Milmersdorf und hat ein Einzugsgebiet von 12,6 Quadratkilometern. Politisch gehört er zur Uckermark und ist mit einer Fläche von 163 Hektar wohl der siebtgrößte See in diesem Landkreis. In der naturräumlichen Gliederung wird er allerdings der Schorfheide zugerechnet.
Der See ist fast komplett von Wald umgeben. Das Ufer ist in weiten Teilen von Bruchwäldern und Schilfgürteln gesäumt. Es gibt daher nur wenige Stellen, an denen das Seeufer trockenen Fußes erreicht werden kann.
Der See gehört aufgrund seines Abflussweges zum Flusssystem der Elbe. Er liegt nahe an der Nordsee-Ostsee-Wasserscheide, denn 300 m östlich beginnt das Einzugsgebiet der Ucker.
Am See liegt die Spätmittelalterliche Turmruine am Kölpinsee als Rest eines kleinen quadratischen Granitquaderbaus.
In den schriftlichen Aufzeichnungen erscheint der See erstmals im Jahr 1236 (stagnum … Colpin). Der Name stammt aus dem Altpolabischen und bedeutet „Schwansee“.

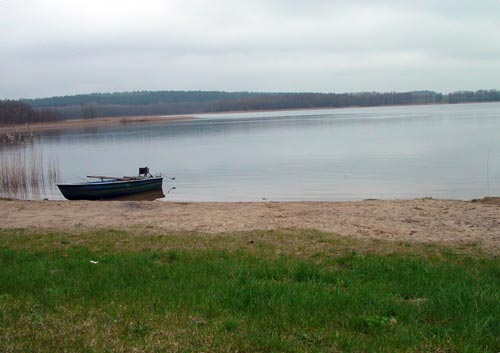
Badestelle

## Weblinks

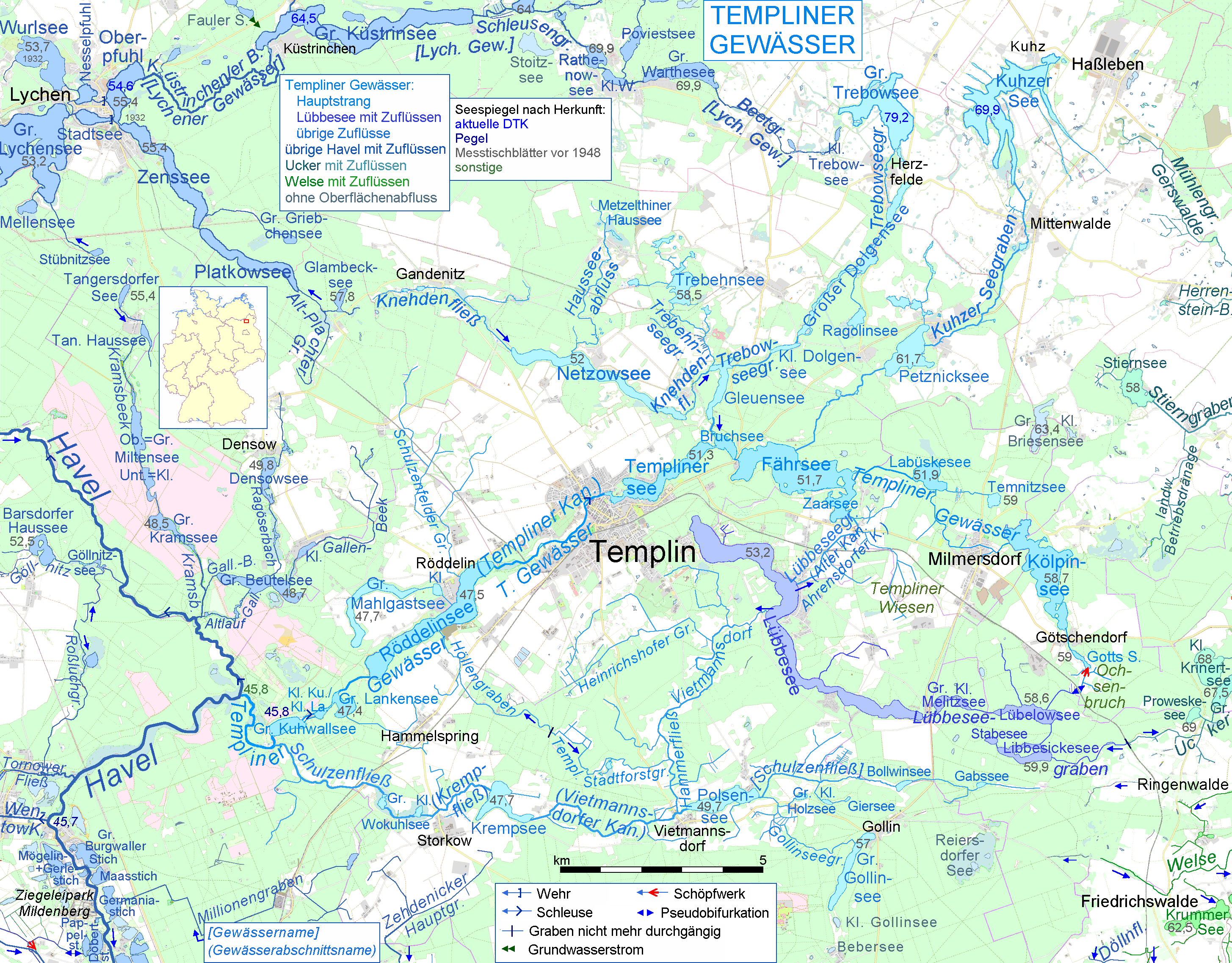
Das Templiner Gewässer mit dem Kölpinsee östlich von Milmersdorf